# Microcos dulitensis
Microcos dulitensis är en malvaväxtart som beskrevs av Airy Shaw. Microcos dulitensis ingår i släktet Microcos och familjen malvaväxter. Inga underarter finns listade i Catalogue of Life.